# Klettergebiete im Basler Jura
Die Klettergebiete Basler Jura liegen im Kanton Basel-Landschaft südlich von Basel, in den nordöstlichen Ausläufern des Jura. Dort befinden sich einige Klettergebiete sowie Gebiete zum Bouldern (Klettern ohne Seil).

## Geologie des Jura-Gebirges
Das Juragebirge entstand vor ca. 200 bis 145 Millionen Jahren. Diese Zeitepoche ist namensgebend für das Gebirge. Vor dem Jura-Zeitalter entstanden im Tethys oder Urmittelmeer Steinsalzlager, welche man heute bei Schweizerhalle und in Rheinfelden AG abbaut. Das Juragebirge besteht aus drei Schichten, welche sich auch zeitlich, als stratigrafische Einheiten oder Serien einteilen lassen.
- Malm: Die oberste und jüngste Schicht. Sie besteht aus hartem Kalkstein und gibt dem Jura den Namen, weisser Jura.
- Dogger: Die mittlere Schicht des Doggers ist mit Brauneis versetzt und wird deshalb auch brauner Jura genannt.
- Lias: Die unterste Schicht enthält Tonminerale und wird deshalb auch schwarzer Jura genannt.

Diese Gesteinsschichten wurden im Jura-Zeitalter abgelagert, aber sie haben sich erst später zum Juragebirge gefaltet. Durch die Verschiebung des afrikanischen Kontinents nach Norden entstanden unter anderem die Auffaltungen des Juragebirges. Das Mittelland zwischen dem Jura und den Alpen hat sich, durch zu schwere Erosionen nicht aufgefaltet. Dies geschah vor etwa 10 bis zwei Millionen Jahren.

## Übersicht über die Kletterregionen
Es gibt insgesamt sechs Regionen, welche sich wiederum in Klettergebiete aufteilen lassen.
Die Blauenkette sind Gebiete, welche sich auf dem Blauen befinden. Weitere Regionen sind im Hinteren Laufental, beim Thierstein, im Pelzmühletal, auf dem Gempenplateau und im Oberbaselbiet.

### Blauenkette
In der Blauenkette klettert man auf dem Gestein des Faltenjuras. Die Klettergebiete umschliessen den Blauen. Man kann ihn mit einem abgeklatschten Kletterschuh vergleichen. Auf der Aussenseite der widerstandsfähige Gummi als Malmkalk. Auf ihm wird geklettert. Wenn man diesen durchbricht kommen weichere Schichten mit Leder, Pappe und Socke. Diese entsprechen den Malmtonen. Danach kommt der Fuss, welcher wiederum ein wenig Widerstand bietet, aber doch nicht so hart wie der Gummi ist, dies entspricht dem Hauptrogenstein.
Die Blauenkette besteht aus den Klettergebieten Felsplatte, Metzerlenchöpfli, Chälengrabenschlucht, Fürenstein, Hofstettenchöpfli, Pfeffinger Schlossfelsen (Muggebärg), Chuenisberg, Redelsfluh, Rämelsberg, Erdwiebelenfelsen (Grotte des Nains).

### Hinteres Laufental
Im Hinteren Laufental wird wegen der grossen Entfernung nach Basel relativ wenig geklettert. Es gibt Felsen, welche noch immer nicht erschlossen wurden. Die Klettergebiete im Hinteren Laufental befinden sich vollständig im Haupttal der Birs. Sie heissen Lame de la Sot, La Fenatte (Soyhières), Wuhrbärgligrotte, Gmür, Rappenfels, Löffelbergfluh, Roti Fluh (Kreml), Birshollen (Biomil).

### Region Thierstein
In der Region Thierstein ist die botanische Vielfalt bemerkenswert. Deshalb wurden in dieser Region bei einigen Klettergebieten spezielle Regeln aufgestellt, damit diese botanische Vielfalt erhalten bleiben kann. In der Chastelfluh sollen die Routen maximal 25 Meter lang sein und es sollen keine neuen Sektoren mehr erschlossen werden. Zudem ist das Abseilen über die Fluhköpfe verboten. Es werden grundsätzlich die Gebiete zum Klettern auf ein Minimum begrenzt, um der Natur den nötigen Raum zu geben. Die Region Thierstein umfasst die Gebiete Chaltbrunnental (Rüchi), Portifluh (Foggel), Balmchopf, Rütenen, Chastelfluh, Sollenrain (Chnollen).

### Pelzmühletal
Das Pelzmühletal liegt im Herzen des Basler Juras. Es umfasst in nur sechs Gebieten über 400 Routen. Geologisch gesehen gibt es hier einen Übergang vom Tafeljura ins Faltenjura. Dies führt zu einer grossen Vielfalt der Steinbeschaffenheit. Im Pelzmühletal liegt das wohl traditionsreichste Klettergebiet des Basler Juras, das Pelzli. Hier wurden schon in den 1920er Jahren geklettert. In dieser Region findet man die Gebiete Pelzli, Eichenberg (Seetel), Seetalhöhe (Steinegg), Borowan, Reisenberg (Bärtel), Wasserschloss.

### Gempenplateau
Das Gempenplateau erstreckt sich zwischen der Ergolz und der Birs sowie zwischen dem Rhein und Seebach. Es ist die Region, welche unmittelbar vor Basel liegt. Im nördlichen Viertel des Plateaus fehlt der Malmkalk, was dazu führt, dass es dort keine Klettergebiete gibt. Grundsätzlich gibt es in dieser Region aber relativ viele Klettergebiete. Die Felsen wurden durch die Erosion der Birs und Ergolz so geformt, dass es interessante Strukturen gibt. Die Region erschliesst sich in den Klettergebieten Falkenfluh, Bärenfels, Tüfleten, Tannenfluh, Hilzestein, Dreikantfelsli, Ingelstein, Ramstelfluh, Schartenfluh (Gämpe), Hollenberg, Wolfenried (Pietra), Schauenburgfluh.

### Oberbaselbiet
In diesem Abschnitt des Basler Jura, nimmt die Kletterqualität immer mehr ab. Das liegt daran, dass der Malmkalk verschwindet. Dadurch wird die Steinoberfläche viel weicher und ist nicht mehr ideal zu beklettern. Dafür gibt es zwei Gründe: Im Oberbaselbiet klettert man schon mehr in Richtung von argovischen Fazies. Diese Verkalkungen sind nicht so stabil, wie die des Rauracien-Korallenkalks. Vor 10 Mio. Jahren befanden sich die Oberbaselbieter Felsen früher über dem Meeresspiegel als zum Beispiel das Gempenplateau. Somit wurden die festen Kalke durch Erosion schon viel früher abgetragen als in anderen Gebieten des Basler Jura. Dennoch gibt es vereinzelte Stellen mit sehr gutem Fels: Wyssi Fluh (Bunker), Chastelefluh, Judenbündel (Eptinge), Tennikerfluh, Gerstenfluh.

## Kletterkodex
Im Basler Jura gibt es einen sogenannten Kletterkodex. Öffentliche Tafeln machen auf Verhaltensweisen aufmerksam, die unter anderem dem Umweltschutz dienen sollen.